# Anisaedus levii
Anisaedus levii is een spinnensoort uit de familie Palpimanidae. De soort komt voor in waarschijnlijk West-Afrika.
De spin is vernoemd naar arachnoloog Herbert Walter Levi.